# Sylsjön

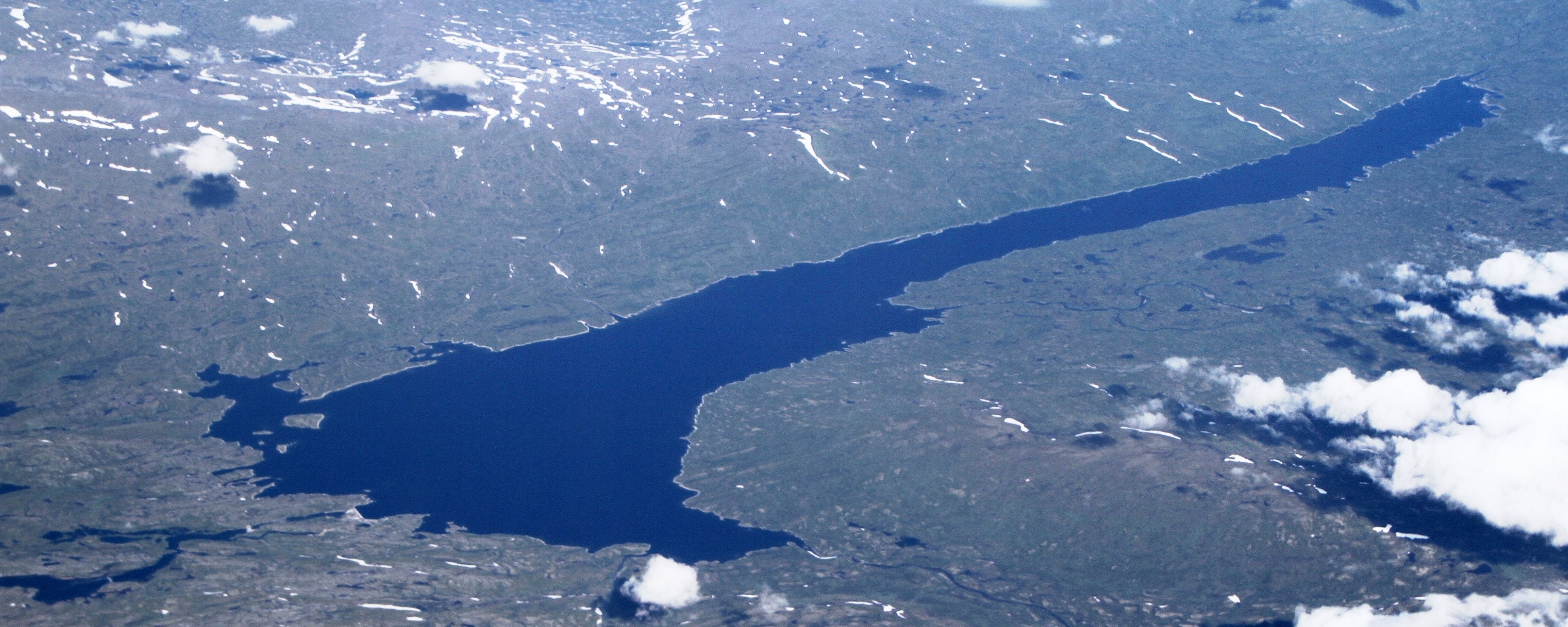
Sylsjön.

Sylsjön (Nedalssjön) är en konstgjord insjö i Bergs kommun och Åre kommun i Jämtland och ingår i Neans huvudavrinningsområde. Sjön har en area på 17,9 kvadratkilometer och ligger 853 meter över havet. Sjön avvattnas av vattendraget Nean, som efter fem mil övergår i Nidälven.
Sjön ligger söder om Sylarna och väster om Helags. Sjön tillkom när Trondheims energiverk fick tillstånd av svenska myndigheter att bygga en damm. Ån Nean dämdes upp och ett större myrområde lades under vatten i början av 1950-talet.
Inom det område som dämdes upp gick den gamla vägen mellan Jämtland och Norge (Jämt-Norgevägen). Det var den vägen som pilgrimerna följde när de skulle till Nidaros. Två stugor, Nedalsstugan och Biskopsstugan, försvann också när sjön skapades.

## Delavrinningsområde
Sylsjön ingår i delavrinningsområde (698229-131955) som SMHI kallar för Utloppet av Nedalssjön. Medelhöjden är 914 meter över havet och ytan är 59,51 kvadratkilometer. Räknas de 45 avrinningsområdena uppströms in blir den ackumulerade arean 277,14 kvadratkilometer. Avrinningsområdets utflöde Nean mynnar i havet. Avrinningsområdet består mestadels av kalfjäll (69 procent). Avrinningsområdet har 17,85 kvadratkilometer vattenytor vilket ger det en sjöprocent på 30 procent.